# Сазавский монастырь
Сазавский монастырь (чеш. Sázavský klášter) — один из первых монастырей в Чехии, находится в городе Сазава округа Бенешов Среднечешского края. Монастырь относился к ордену бенедиктинцев. В 1962 году объявлен национальным памятником культуры Чехии.

## История монастыря

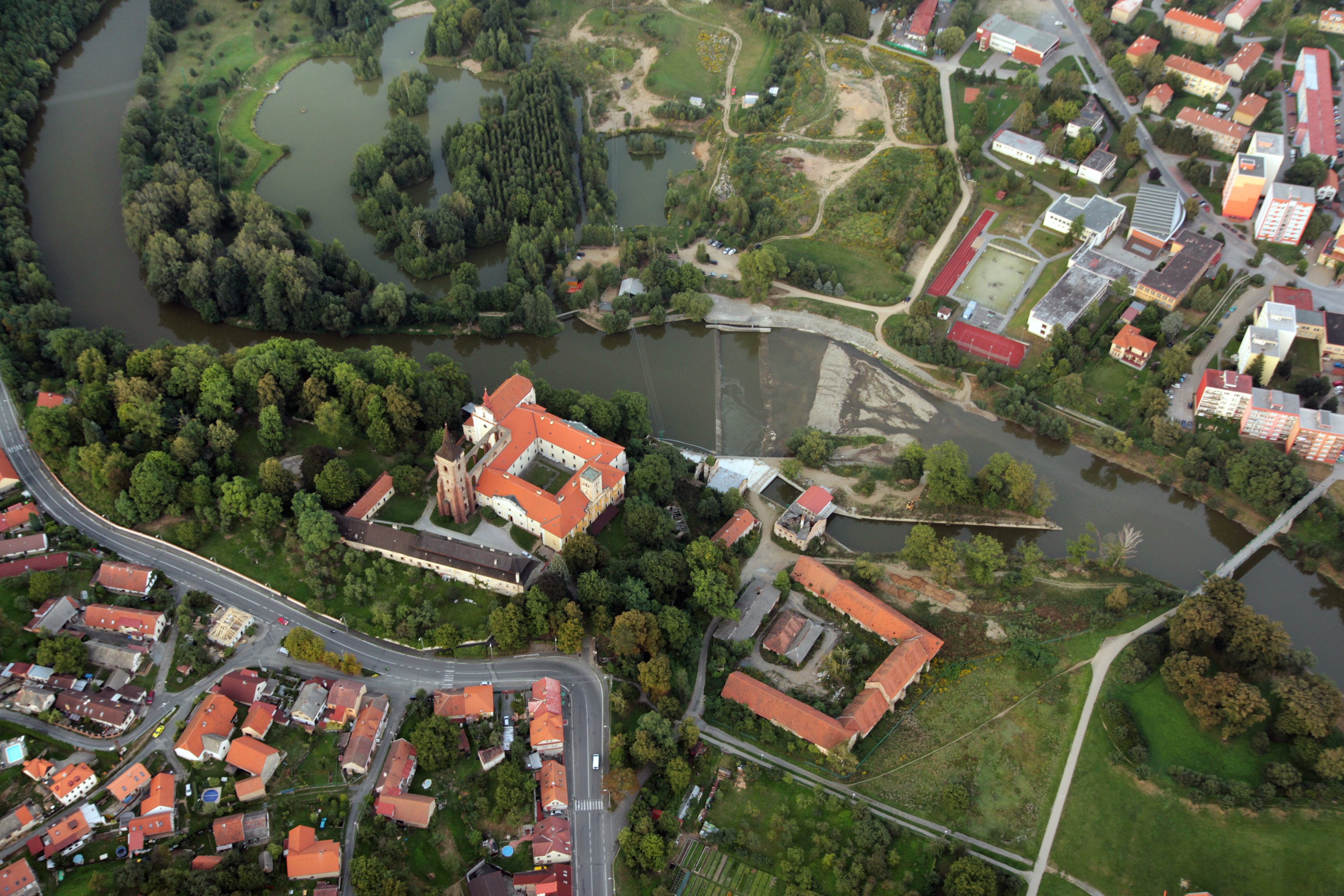
Вид с высоты птичьего полёта

Самое раннее упоминание о монастыре относится к 1032 году. Основателями Сазавского монастыря считаются князь Чехии Ольдржих и св. Прокопий Сазавский, проповедовавший с 1009 года. По легенде, князь основал монастырь после того как вода, предложенная ему св. Прокопием, превратилась в вино. Ольдржих пожаловал монастырю пастбища и леса вдоль реки Сазавы.
Сазавский монастырь стал центром славянского просвещения: Прокопий Сазавский старался развивать и поддерживать традиции Кирилла и Мефодия, были налажены отношения с Киевской Русью. Литургия в монастыре велась на старославянском языке вплоть до 1096 года, когда сазавские монахи были изгнаны, а монастырь был передан ордену бенедиктинцев.
После того, как славянская письменность в Сазаве была запрещена, часть собранных там моравских и чешских книг была привезена в Киевскую Русь и использована там при написании древнерусских литературных произведений, в том числе и автором «Повести временных лет»: моравские — «Сказание о преложении книг на словенский язык», «Повесть о поселении славян на Дунае и нашествии угров», чешские — Житие Вячеслава, Проложное житие Людмилы, возможно, гомилии, посвящённые Людмиле.
С 1097 года монастырская литургия велась на латыни, так же как и литературные памятники создававшиеся в монастыре (Летопись Монаха Сазавского и др.).
Около 1315 года при аббате Матее началась перестройка монастыря в готическом стиле. Гуситские войны прервали реконструкцию и поступательное развитие монастыря. Была окончена реконструкция только южной стены с аркадами и трёхэтажная южная башня, хор с боковыми капеллами и фундаменты притвора. С того самого периода остался недостроенным до сих пор готический Храм св. Прокопия.
В 1421 году монастырь был захвачен гуситами, которые изгнали из него всех монахов. Спустя 6 лет территория монастыря и всех его поместий оказалась в собственности Господ из Кунштата и Подебрад, владевшими ею до начала XVI века. К середине XVI века в монастыре оставалось всего несколько монахов.
В 1785 году в результате реформ императора Иосифа II, начатой в 1781 году, монастырь был секуляризирован и перестроен в замок. В 1809 году Сазавский замок и поместье были проданы Вильгельму Тигелю из Линденкрона. Последним владельцем Сазавского поместья был Фридрих Шварц, семье которого замок принадлежал до 1951 года. В настоящее время Сазавский монастырь-замок является национальным памятником культуры Чешской республики, в нём размещается экспозиция «Средневековая Сазава» и выставка сазавского стекла.
Сазавский монастырь и его окрестности образца 1403 года достаточно точно и подробно изображены в компьютерной игре Kingdom Come: Deliverance, выпущенной в 2018 году.

## Аббаты монастыря
- 1035—1053 гг. — св. Прокоп
- 1053—1086 гг. — Вит, племянник св. Прокопа
- 1086—1092 гг. — Йимрам, сын св. Прокопа
- 1092—1097 гг. — Божетех
- 1097—1134 гг. — Детгард, первый бенедиктинский аббат
- 1134—1161 гг. — Сильвестр
- 1161—1162 гг. — Божата
- 1162—???? гг. — Регингард
- неизвестный
- 1276—1321 гг. — Ян I
- 1321—1332 гг. — Матей I
- 1332—1354 гг. — Пршибислав
- 1354—1377 гг. — Альберт
- 1377—1405 гг. — Петр I из Збишова
- 1405—1405 гг. — Ян II
- 1405—1431 гг. — Невлас
- 1431—1455 гг. — Михал
- 1455—1487 гг. — Вацлав I
- 1487—1488 гг. — Ян III
- 1488—? гг. — Лингарт
- ?—1535 гг. — Ян IV
- 1535—? гг. — Йосеф
- ?—1560 гг. — Матей II Кожка
- 1560—? гг. — Петр II
- ?—1565 гг. — Вацлав II
- 1565—1569 гг. — Адам Полидор
- 1569—1585 гг. — Мартин Галлус
- 1585—1597 гг. — Ондржей Томашковиц
- 1597—1606 гг. — Станис Томанидес
- 1606—1624 гг. — Йиржи I Штирски
- 1624—1637 гг. — Йиржи II Павлин
- 1637—1650 гг. — Прокоп Тилек
- 1650—1653 гг. — Ян V Билек
- 1653—1660 гг. — Йиржи III Италиец
- 1660—1663 гг. — Ян Прокоп Меннер
- 1663—1664 гг. — Ян VI де Бельмонте
- 1664—1680 гг. — Даниел Нигрин
- 1680—1680 гг. — Ржегорж Аулик
- 1680—1681 гг. — Целестин Йиндржих
- 1681—1696 гг. — Бенедикт Грассер
- 1696—1703 гг. — Эмилиан Гласивец
- 1703—1738 гг. — Вацлав III Кошин
- 1738—? гг. — Бонифациус Фрич
- 1744—1763 гг. — Анаст Сланчовски
- 1763—1781 гг. — Леандер Крамарж